# Grypocentrus incisulus
Grypocentrus incisulus là một loài tò vò trong họ Ichneumonidae.